# Tickle Me
Tickle Me is een Amerikaanse muziekfilm uit 1965 onder regie van Norman Taurog.

## Verhaal
Lonnie Beale krijgt een baan aangeboden op een boerderij waar alleen vrouwen werken. Voor hem is het de uitgelezen kans om indruk te maken. Hij kan een boevenbende afschrikken, die een schat wil opgraven die volgens een legende op de boerderij verborgen zou liggen.

## Rolverdeling
| Acteur           | Personage              |
| ---------------- | ---------------------- |
| Elvis Presley    | Lonnie Beale           |
| Julie Adams      | Vera Radford           |
| Jocelyn Lane     | Pam Merritt            |
| Jack Mullaney    | Stanley Potter         |
| Merry Anders     | Estelle Penfield       |
| Bill Williams    | Hulpsheriff Sturdivant |
| Edward Faulkner  | Brad Bentley           |
| Connie Gilchrist | Hilda                  |
| Barbara Werle    | Barbara                |
| John Dennis      | Adolph                 |
| Grady Sutton     | Mijnheer Dabney        |
| Allison Hayes    | Mabel                  |
| Ines Pedroza     | Ophelia                |
| Lilyan Chauvin   | Ronnie                 |
| Angela Greene    | Donna                  |